# Oreoblastus saposhnikovii
Oreoblastus saposhnikovii là một loài thực vật có hoa trong họ Cải. Loài này được (A.N. Vassiljeva) Czerep. mô tả khoa học đầu tiên năm 1981.